# Saint-Laurent-du-Plan
Saint-Laurent-du-Plan é uma comuna francesa na região administrativa da Nova Aquitânia, no departamento da Gironda. Estende-se por uma área de 2,39 km². Em 2010 a comuna tinha 88 habitantes (densidade: 36,8 hab./km²).